# Histoire du journalisme
 (août 2025).
Si vous disposez d'ouvrages ou d'articles de référence ou si vous connaissez des sites web de qualité traitant du thème abordé ici, merci de compléter l'article en donnant les références utiles à sa vérifiabilité et en les liant à la section « Notes et références ».
L'histoire du journalisme retrace l'évolution des activités journalistiques. Elle concerne l'évolution des méthodes et des outils de collection, de vérification, de recoupement et enfin de publication des informations, ainsi que l'évolution de la représentation de ces activités. Les pratiques journalistiques ont fortement évolué en fonction des technologies de l'information et de la communication, en particulier avec l'invention de l'imprimerie, du téléphone, de la radiophonie, de la télévision puis d'Internet, ainsi qu'en réaction à la censure qui leur a été opposée.
Le journalisme a été au cours des siècles un métier très controversé, d'abord très subjectif, le principe de protection des sources d'information des journalistes ne se faisant reconnaître que progressivement[réf. nécessaire].

## Typologie
On trouve différentes sortes de journalisme apparues au cours des siècles :

### Lesfaits divers
appelés « occasionnels » ou « canards sanglants », ils viennent des colporteurs du Moyen Âge qui racontaient les évènements importants dans les différents villages. Puis, au XVIe siècle, ils parlent de meurtres, de viols, d’accidents. Ils sont racontés sous la forme d’un récit. Ce sont des journaux de très mauvaise qualité qui cherchent à étonner et mettent surtout en scène des femmes.

### François de Sales
fait imprimer périodiquement des textes qui sont ensuite placardés en public et distribués dans les habitations. Ces périodiques sont considérés aujourd'hui comme les premiers journaux catholiques au monde. C'est la raison pour laquelle François de Sales est le patron des journalistes.

### Les grandes décisions gouvernementales
La Gazette est le premier journal à en diffuser, créée par un médecin, elle explique toutes les décisions du gouvernement. elle parle donc surtout de politique. C’est pourquoi toutes les informations vitales sont très contrôlées par le pouvoir, à l’époque Richelieu.

### Les libelles
ce sont des journaux qui expriment les opinions politiques. Ils apparaissent à la Révolution. Certains articles sont censurés.

### La presse plaisir
Elle apparaît en 1831. Elle est aussi appelée presse service. Son but est de faire plaisir aux gens. On y trouve des feuilletons. Ces journaux sont financés par la publicité et les petites annonces. Elle est donc peu chère et abordable pour quiconque. C’est la presse que nous présente Maupassant dans Bel Ami. Cette presse est corrompue et diffusée : il y a donc une mauvaise image de la presse depuis ce jour. De grands auteurs comme Balzac ou Dumas ont commencé dans ces journaux. Ils étaient payés à la ligne ce qui explique les grandes descriptions. Le premier journal est La Presse et coûtait l’équivalent de 10 centimes d’euro.

### Le journalisme de reportage et de découvertes
Il apparaît à la fin du XIXe siècle. ex. : L’illustration. Il se développe avec la colonisation et les nouveaux moyens de transports qui permettent aux journalistes de partir toujours plus loin en reportage. Par exemple, le personnage de Rouletabille de Gaston Leroux.

### Interview
Elles apparaissent avec la radio en 1920.

### Le journalisme engagé
a pour figure Albert Londres, qui raconte la face cachée du monde. Il raconte, par exemple la vie douloureuse des gens au bagne ; pour écrire Chez les fous : il se fait enfermer dans un hôpital  psychiatrique afin d’en comprendre le fonctionnement ; Les forçats de la route : est un article sur les cyclistes du tour de France. Ses reportages ont beaucoup de succès. C’est lui qui a fondé le journalisme reconnu et respecté. On trouve encore aujourd’hui un prix Albert-Londres décerné par un jury qui choisit celui qu'il estime être le meilleur journaliste de l’année.

### Le reportage photo
Ces reportages montrent des réalités. Par exemple Robert Capa, un Américain, fait beaucoup de reportages photo sur de grands événements historiques comme le débarquement durant la Seconde Guerre mondiale ou la guerre d’Espagne. Ils étaient publiés dans le magazine américain Life.

### Le reportage vidéo
Avec le développement d'appareils tel que la caméra cinématographe des frères Lumière, et afin d'enrichir les programmes des salles de cinéma, les premiers reporters commencent à voyager de partout en Europe pour ramener ce que furent les premiers reportages vidéo. L'un des premiers reportages notables fut le couronnement du Tsar Nicolas II le 28 mai 1896 à Moscou par Francis Doublier et Charles Moisson.

### Les révélations
en 1974, l’affaire du Watergate montre l'importance de la protection des sources d'information des journalistes. Le président américain Nixon avait posé des micros chez le camp adverse : les démocrates. Deux journalistes vont révéler toute cette affaire et le président va être obligé de démissionner.

### Le reportage BD
l’homme le plus connu dans ce domaine est Joe Sacco. C’est un écrivain de bande dessinée. Par exemple, un de ses livres les plus célèbres est Gorazde : la guerre en Bosnie orientale, 1993-1995 ou encore Palestine. Le reportage BD va beaucoup se développer avec l’explosion de la bande dessinée.

## Liens avec la littérature
La littérature et la presse ont beaucoup de liens. Les grands événements, les guerres, les crimes sont sources d’inspiration pour les écrivains. Comme Saint-Simon qui va critiquer la cour. Balzac, Dumas et Hugo ont fait leurs débuts dans la presse avec les feuilletons.

## Recherche du surprenant, du dramatique, du scandaleux
Le journalisme ne raconte que des choses qui vont mal, des choses surprenantes et même dramatiques, il cherche le scandale. Le journaliste est sur place et raconte des choses qu’il voit, c’est un témoin, il raconte ce que l’on n’a pas vu.
Georges Perec propose, dans l'introduction à L'Infra-ordinaire, l'idée qu'en ne parlant que des catastrophes les journaux nient le quotidien qu'ils prétendent chroniquer, et les problématiques qu'il peut contenir, en dehors des événements qu'il et elles peuvent créer.

## Télévision et Internet
Internet et la télévision bouleversent tout cela. Internet permet d’avoir des informations en continu. Chacun peut devenir son rédacteur en chef en confectionnant un site ou un blog.
Aujourd’hui, nous sommes potentiellement surinformés par Internet et selon certains même désinformés car on ne comprend pas tout ce qu'il se passe. Il est couramment reproché à Internet de donner des informations de  seconde main, courtes et morcelées. Cela dit, alors qu'une majorité des médias professionnels travaillent eux aussi sur de la rediffusion d'informations de seconde main et sur leur analyse, simplifiée par impératif d'espace d'expression (temps de diffusion, espace d'impression) et par volonté de vulgarisation, certaines personnes considéreront une information circulant sur Internet, mise en ligne potentiellement sans contraintes de temps ou d'argent, et susceptible d'être reprise et corrigée par une multitude de gens comme plus fiable qu'une information émise par des médias dits « classiques », dans des dispositifs s'adressant au public, ne supposant pas de réponse de sa part, faisant peu de liens affichés vers d'autres médias ou sources, passant par des moyens techniques comme la radio, le papier ou la télévision permettant bien moins facilement au public la simultanéité d'accès aux sources et aux expressions divergentes ou convergentes, et surtout dont la grande majorité sont possédés financièrement par des oligarques ouvertement lobbyistes. La presse people a aujourd’hui le plus grand public. Deux tiers des journaux créés durent moins d’un an. Les journaux ont une marge de liberté lorsqu’ils ne sont pas tenus financièrement.
70 % des informations proviennent d’une agence d’information (ex : AFP)  et seulement 30 % des informations sont la matière originale du journaliste comme les reportages.

## Évolution technologique
Dès l'Antiquité, il existait une tradition orale de pratique journalistique : dans les grands centres urbains, des crieurs annonçaient les évènements locaux et relayaient les informations transmises par les messagers.
La tradition écrite semble avoir commencé dans l'Empire romain avec les Acta Diurna, des affiches manuscrites qui servaient à publier, dans les espaces publics, des faits divers, des nouvelles militaires, des actes de décès, des chroniques sportives.
Avec l'invention de l'imprimerie émergea un nouveau support de publication journalistique : l'hebdomadaire. Le premier, de quatre pages, fut publié en 1622 par Nathaniel Butter (en) à Londres : Le Weekly News. Il sera suivi en France par La Gazette de Théophraste Renaudot dont le premier numéro est publié le 30 mai 1631.
La chasse à la collecte d'images est lancée à la suite des nouvelles découvertes technologiques liées au cinématographe. Les frères Lumière envoient leurs opérateurs dans le monde entier afin de collecter des images. Les premiers reporters furent Francis Doublier, Alexandre Promio, Félix Mesguich et Marius Chapuis. Ils vont à Munich, Berlin, Varsovie ou encore Saint-Pétersbourg. "J'allais dans toutes les villes du monde où il y avait l'électricité" dit Francis Doublier.
Avec la multiplication des publications journalistiques et des sources d'information, l'agence de presse devint un outil important des journalistes. La première agence de presse mondiale fut créée le 22 octobre 1835 par Charles-Louis Havas : l'Agence des feuilles politiques, correspondance générale deviendra en 1944 l'Agence France-Presse.
Dans les années 1920, avec la popularisation du cinéma, apparaissent les actualités cinématographiques, puis avec la radiodiffusion les premiers radio-reportages. Suivront, dans les années 1940, les premiers journaux télévisés.
Depuis la fin du XXe siècle, le développement des nouvelles technologies, en particulier d'internet puis des réseaux sociaux, bouleversent le journalisme, voyant notamment le développement du Mojo (MObile JOurnalist) et du journalisme citoyen présent dans les médias alternatifs.

## Par pays

### En France
En France, la presse écrite a été l'origine de conflits politiques et de réactions nationales. Au XIXe siècle c'est le cas, lors de l'affaire Dreyfus, l'article « J’Accuse…! » d'Émile Zola publié dans le journal L'Aurore.

### En Angleterre
L'Angleterre a connu la première une accélération du mouvement de créations de journaux, à la fin du XVIIe siècle, qui a débouché sur le lancement des deux premiers journaux quotidiens de l'histoire. De 1688 à 1692, pendant la révolution financière britannique, 26 publications sont créées, le nouveau pouvoir décidant d'ignorer la loi sur l'autorisation préalable, qui expirait en 1692. Le Parlement anglais vient d'acquérir, dans le sillage de la Glorieuse révolution britannique et de nombreux immigrés hollandais et huguenots se sont installés à Londres. La presse nouvelle se veut alors largement tournée vers l'étranger. The Athenian Mercury apparaît dès 1691. Il compte parmi ses journalistes le futur écrivain Daniel Defoe. En 1695, c'est la naissance de trois nouveaux journaux publiés trois fois par semaine, qui se font concurrence: le Post Boy, le Post Man et le Flying Post. Jean de Fonvive, un pasteur français, réfugié religieux, gagne une fortune, 600 sterling par an, en créant le Post Man réputé fiable grâce au réseau de la diaspora des Huguenots à travers le monde. On lui propose de devenir éditorialiste de la London Gazette. Abel Boyer (1667-1729), arrivé de Castres en 1689, édite le Post Boy: 3 000 exemplaires contre 3 800 pour le Post Man, des chiffres énormes pour l'époque. Un autre huguenot, Pierre-Antoine Motteux, fonde dès 1692 le Gentleman's Journal, mensuel qui gagne le premier public féminin. Une bonne partie cette presse se montre très critique contre l'impérialisme français, incarné alors par le souverain Louis XIV. George Canning fonde ainsi l'hebdomadaire Anti-Jacobin en 1797, et milite pour l'abolition de la traite négrière, dans l'espoir de ruiner les colonies françaises des Antilles, alors en pleine expansion démographique et économique. En même temps, bon nombre de ces nouveaux journaux se veulent surtout factuels et riches en information.
Le  Norwich Post paraît en 1701 dans la riche région lainière du Norfolk, en pleine expansion. C'est le premier quotidien de l'histoire, mais cet honneur est aussi revendiqué par Daily Courant fondé le 11 mars 1702 par le libraire Edward Mallet, un autre huguenot, au-dessus du White Hart pub, dans une petite rue nommée Fleet Street, qui deviendra le cœur battant de la presse anglaise au cours des trois siècles suivants. Comme le Post Man, ce premier quotidien compile des nouvelles de l'étranger, en particulier des traductions des articles de la presse hollandaise et de la presse français. Il est lu avec assiduité par les milieux d'affaires, qui créent des sociétés internationales comme le Lloyd's of London. Les écrivains contribuent à cette effervescence éditoriale, en confiant aux journaux la première publication de leur roman, et en créant des titres. Daniel Defoe, fervent militant du parti whig, fonde en 1704 le Weekly Review. Jonathan Swift est rédacteur en chef de l’Examiner fondé en 1710 et proche du parti tory. Les Tatler et Spectator, sont fondés en 1709 et 1711 par Richard Steele et Joseph Addison.

### Aux États-Unis
À la fin du XIXe siècle les journaux américains se font une lutte acharnée pour attirer le plus de lecteurs. Grâce à l'invention de la presse rotative par l’américain William A. Bullock en 1865, le nombre de journaux imprimés en une heure est plus que décuplé et passe d'une centaine de cahiers de huit pages en une heure à 8 000 journaux à l’heure. En 1886 une seconde invention, la linotype de Ottmar Mergenthaler, permet l'augmentation du nombre de pages puisqu'il est désormais possible de composer entre 8 000 et 15 000 signes par heure alors qu'auparavant cela était limité à 1 500 signes par heure.

### Au Japon
- kawara-ban : L'ancêtre du journalisme est équivalent au troubadour des régions européennes. Il est le porteur des nouvelles et des histoires.
- décembre 1862 : Le shogunat de Tokugawa crée un journal (shinbun) pour informer la population des tentatives d'incursion et d'ouverture du Japon par les étrangers.
- 1868 : De nouveaux journaux, souvent piloté par des intérêts privés, apparaissent afin de combattre une information unique.
- 1874 : Le premier correspondant de guerre japonais, Ginko Kishida, est envoyé à Taïwan avec les troupes pour le journal Tokyo Nichi-Nichi.
- 1875 : 1re loi anti-diffamation pour protéger le gouvernement et ses officiels des attaques trop virulentes. Certains journalistes vont connaître la prison.